# Iso-Vasarainen
Iso-Vasarainen är en sjö i kommunen Jyväskylä i landskapet Mellersta Finland i Finland. Sjön ligger 138,3 meter över havet. Den är 12,5 meter djup. Arean är 53 hektar och strandlinjen är 5,25 kilometer lång. Sjön  ingår i Kymmene älvs huvudavrinningsområde.   Den ligger omkring 10 kilometer nordväst om Jyväskylä och omkring 240 kilometer norr om Helsingfors. 